# Rodriguezia ensiformis
Rodriguezia ensiformis là một loài thực vật có hoa trong họ Lan. Loài này được Ruiz & Pav. miêu tả khoa học đầu tiên năm 1798.